# Sambas de Enredo 2005
Sambas de Enredo 2005 é um álbum com as músicas das escolas de samba do Grupo Especial do Rio de Janeiro para o carnaval do ano de 2005. Foi lançado em 22 de novembro de 2004, pela BMG Brasil em parceria com a Gravasamba. O disco foi gravado entre outubro e novembro de 2004, após as agremiações realizarem suas disputas de samba-enredo. Foi produzido por Laíla e Mário Jorge Bruno, com direção artística de Zacarias Siqueira de Oliveira, e arranjos musicais de Alceu Maia e Jorge Cardoso. A gravação incluiu a locução de Demétrio Costa anunciando a escola e o enredo no início de cada faixa, além de sons de queima de fogos, o toque da sirene do Sambódromo que indica o início de cada desfile, e a reação do público, simulando uma continuidade e um ambiente de gravação ao vivo.
Campeã do carnaval de 2004, a Beija-Flor estampa a capa do álbum e é a faixa de abertura do disco com um samba sobre as sete missões jesuíticas no Rio Grande do Sul. Vice-campeã do ano anterior, a Unidos da Tijuca estampa a contracapa e apresenta um samba-enredo sobre o imaginário humano. A obra da Mangueira aborda a energia. A Viradouro tem um samba sobre o sorriso. A canção da Imperatriz Leopoldinense homenageia os escritores Hans Christian Andersen e Monteiro Lobato, enquanto o fogo é o tema da composição do Salgueiro. 
Sétima faixa do álbum, a Portela aborda as oito metas para um mundo melhor, estabelecidas pela ONU em 2000. A Mocidade apresenta um samba-enredo sobre a cultura da Itália. O samba do Império Serrano fala sobre a preservação da natureza. A Grande Rio tem como tema a alimentação; enquanto a Porto da Pedra reedita o clássico "Festa Profana", samba-enredo de 1989 da União da Ilha do Governador. O samba da Tradição fala sobre a soja. Morto no ano anterior, o intérprete Jackson Martins é homenageado na faixa da Caprichosos de Pilares, sobre os 20 anos da LIESA e as personalidades que fizeram história no carnaval carioca. Campeã do Grupo de Acesso A (segunda divisão do carnaval) de 2004, a Vila Isabel retornou ao Grupo Especial com um samba sobre navegação e construção naval.

## Escolha dos sambas
Com exceção da Porto da Pedra, todas as escolas realizaram disputas de samba-enredo. A Tradição foi a primeira a realizar sua final, na madrugada de sábado, dia 2 de outubro de 2004, na quadra da escola, no Campinho. Quatro sambas chegaram a decisão. Venceu a obra assinada por Tonho, Lu Gama e Nascimento, que derrotou a composição de Lourenço e Adalto Magalha, vencedora na escola desde 2000 e considerada favorita da disputa. Tonho assina seu terceiro samba na escola, enquanto os demais venceram pela primeira vez. Duas escolas realizaram suas finais de disputa na madrugada de domingo, dia 10 de outubro de 2004. Na Vila Isabel, o samba dos compositores André Diniz, Serginho 20, Sidney Sã, Professor Newtão e Miguel BD foi o vencedor. A composição de Luiz Carlos da Vila estava entre os finalistas. Serginho 20 assina seu quinto samba na escola, enquanto Diniz venceu sua quarta disputa e Sidney ganhou pela terceira vez. Professor Newtão e Miguel BD assinam seu segundo samba. Cerca de 15 mil pessoas acompanharam a final da Mangueira na quadra da escola. O resultado saiu por volta das 5 horas da manhã do domingo. A obra dos compositores Lequinho, Junior Fionda e Amendoim venceu outras duas concorrentes. Pela segunda vez Lequinho e Amendoim vencem a disputa na escola, enquanto Fionda assina seu primeiro samba.

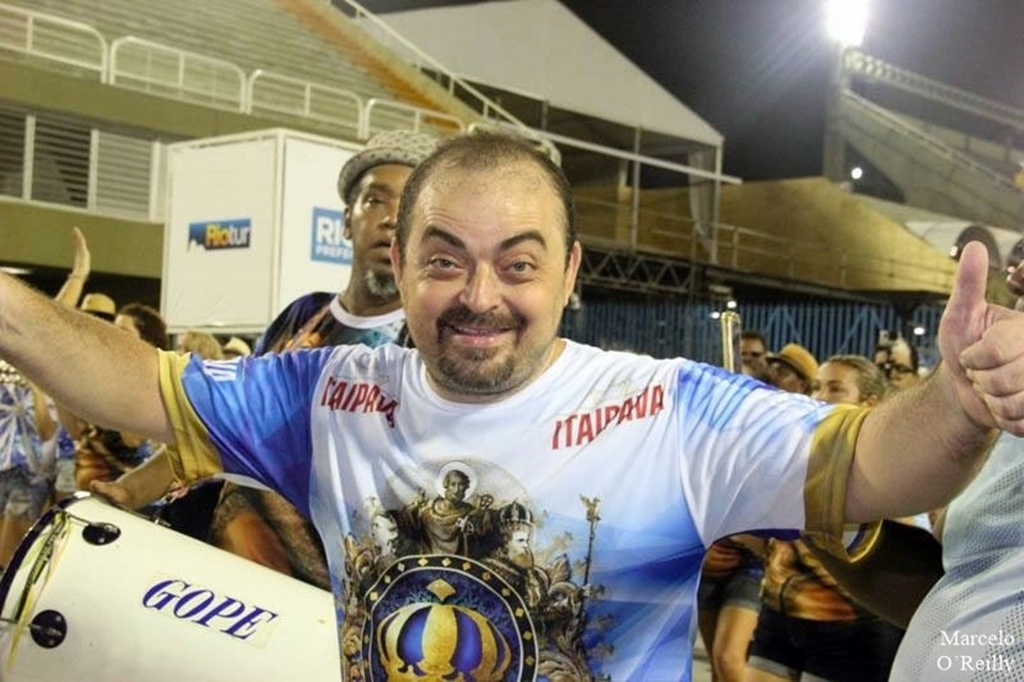
André Diniz venceu pela quarta vez na Vila Isabel.

Na madrugada de sábado, dia 16 de outubro de 2004, a Portela realizou sua final de disputa em sua quadra, em Madureira. Venceu a obra dos compositores Noca da Portela, Darcy Maravilha, J. Rocha e Noquinha. Com a vitória, Noca assina seu sexto samba na Portela, sendo que o último havia sido o de 1998, que venceu o Estandarte de Ouro na ocasião. O público presente à quadra vaiou o anúncio do resultado. Na madrugada seguinte, Salgueiro, Viradouro, Unidos da Tijuca e Grande Rio escolheram suas obras. O Salgueiro escolheu o samba de Moisés Santiago, Waltinho Honorato, Fernando Magaça e Luiz Antonio, vencedores pela primeira vez na escola. Na Viradouro, venceu a obra da parceria de Gusttavo Clarão, Gilberto Gomes, PC Portugal, Zé Antônio e Dominguinhos do Estácio. Com exceção de Zé Antônio, todos já venceram na escola anteriormente. Gusttavo, Gilberto e PC Portugal assinam seu sétimo samba, enquanto Dominguinhos venceu sua segunda disputa. Na Unidos da Tijuca, a obra dos compositores Sérgio Alan, Jorge Remédio e Valtinho Jr foi a vencedora. Valtinho assina seu terceiro samba na escola, enquanto os demais venceram pela primeira vez. A Grande Rio optou por realizar uma junção de três das quatro obras finalistas. Da obra de Barbeirinho, Competência, Bittar e Marcelinho Santos, foi aproveitada a maior parte da letra. Da composição de Levi Dutra, Licinho Jr. e Deré Mingau foi utilizada a segunda estrofe. Do samba de Leleco e Ciro foi aproveitado o refrão principal. Após a disputa, a escola fez mudanças na letra, com a inclusão de produtos da marca Nestlé, patrocinadora do enredo, em versos como "Moça, o teu doce é saboroso" e "Lá em nosso Ninho tem sabor especial".

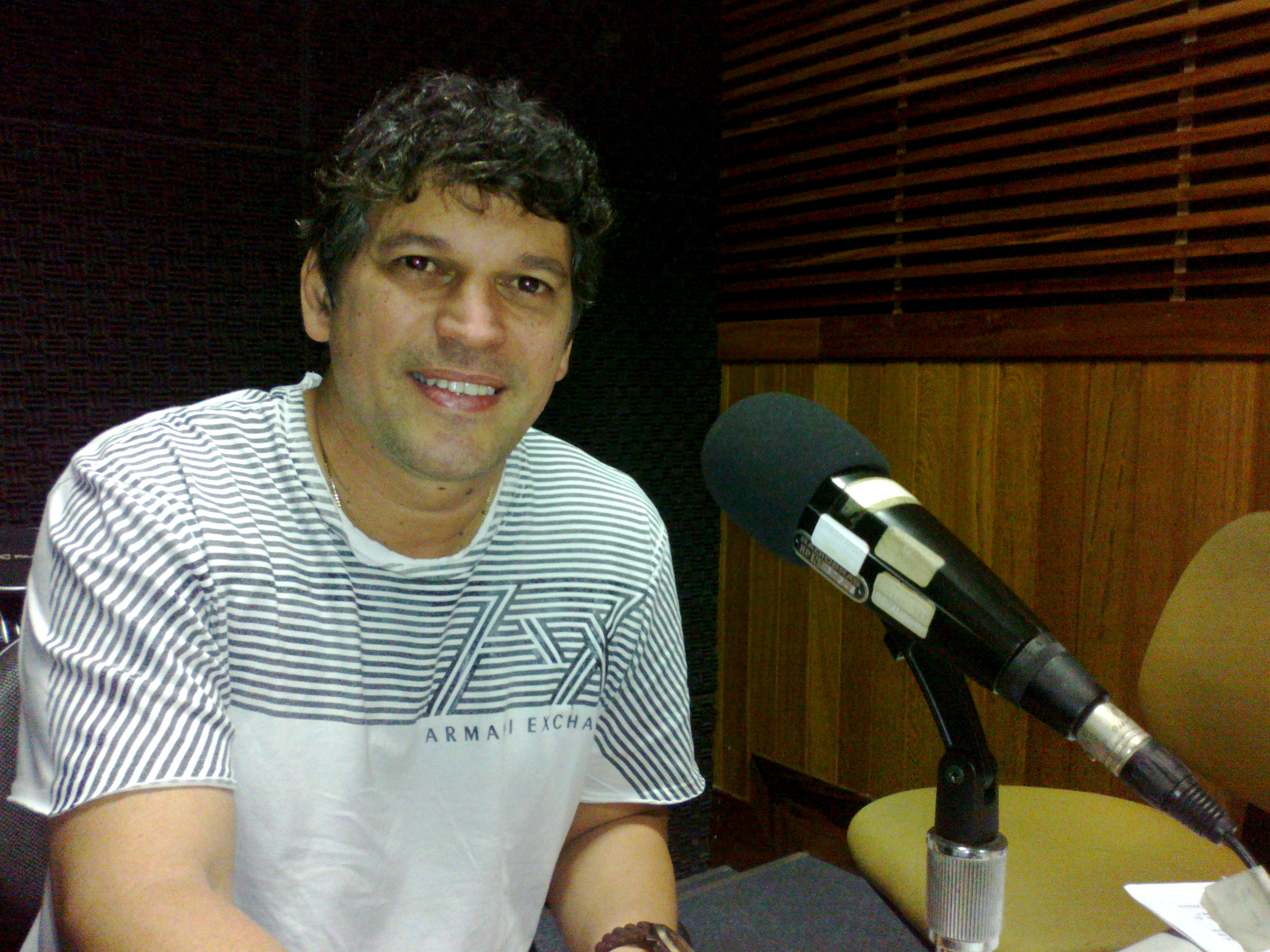
Gustavo Clarão assina pela sétima vez o samba da Viradouro.

Mocidade e Imperatriz realizaram suas finais na madrugada da segunda-feira, dia 18 de outubro de 2004. Na Mocidade, três obras chegaram à final. Venceu o samba dos compositores Inácio Rios, Nilton Mello e Jorginho Valle, vencedores na escola pela primeira vez. Na Imperatriz, o samba dos compositores Josimar, Evaldo Ruy, Jorge Artur e P.C. e Jorginho confirmou o favoritismo e levou a disputa. A final do Império Serrano foi realizada na madrugada da terça-feira, de 19 de outubro de 2004, na quadra da escola, em Madureira. Três sambas chegaram à final. O samba dos compositores Marcão, Marcelo Ramos e João Bosco venceu outras duas parcerias concorrentes: uma liderada por Arlindo Cruz e outra por Jorginho do Império. Na noite da quarta-feira, dia 20 de outubro de 2004, a Caprichosos de Pilares realizou a final da sua disputa de samba-enredo. Venceu a obra dos compositores J.L. Fróes, Carlinhos Danoninho, Edmar Silva, Jorge 101, Fernando de Lima, Rafael França e Lee Santana.
Campeã do carnaval 2004, a Beija-Flor foi a última escola a definir seu samba para 2005. Na final, realizada na quadra da escola, em Nilópolis, na madrugada da sexta-feira, dia 22 de outubro de 2004, a Beija-Flor anunciou a vitória do samba composto por J.C. Coelho, Ribeirinho, Adilson China, Serginho Sumaré, Domingos PS. Com exceção de J.C. Coelho e Ribeirinho, autores do samba de 2003, todos venceram pela primeira vez. Dias depois da final, a escola voltou atrás e decidiu fazer a junção do samba previamente declarado campeão com um outro finalista, da parceria composta por Sidnei de Pilares, Zequinha do Cavaco, Wanderley Novidade, Jorginho Moreira, Paulinho Rocha e Walnei Rocha. Da obra encabeçada por J.C. Coelho foram utilizadas a primeira parte, o início da segunda parte e o refrão principal. Do samba liderado por Sidnei de Pilares foram aproveitados o refrão central e o final da segunda parte.

## Designvisual

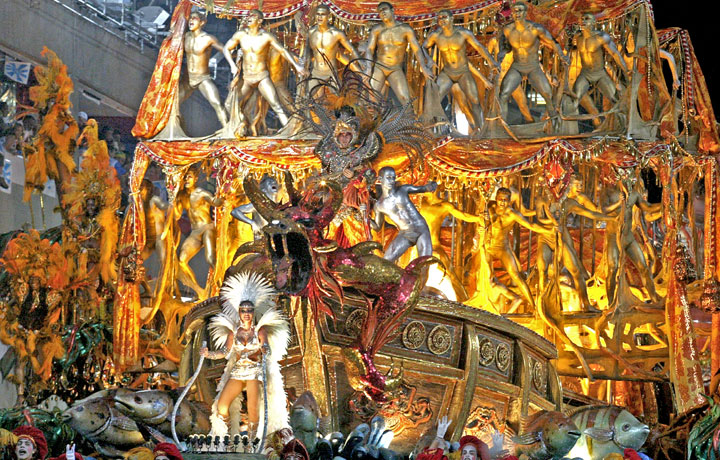
Abre-alas de 2004 da Beija-Flor estampa a capa do álbum.

Tradicionalmente, a capa do álbum e seu design visual remetem à escola campeã do carnaval anterior, enquanto a contracapa remete à vice-campeã. Na capa de Sambas de Enredo 2005 é utilizada uma imagem do fotógrafo Henrique Matos com a visão lateral do carro abre-alas do desfile campeão de 2004 da Beija-Flor, intitulada "Ganância Espanhola". Além do título do álbum, a capa contém a inscrição "Beija-Flor Bicampeã" em letras azul e branco. A capa recebeu patrocínio da Nestlé. 
A contracapa do álbum monstra uma imagem, do fotógrafo Alberto Vilar, da última alegoria do desfile da Unidos da Tijuca, intitulada "Viagens Extraordinárias". A imagem contém a inscrição "Unidos da Tijuca Vice-campeã" e o nome das escolas que compõem o álbum, com letras na cor branca. Uma imagem do "carro do DNA", como ficou conhecida a alegoria "Criação da Vida", um dos destaques do desfile, estampa o fundo do estojo da embalagem do disco.

## Faixas
Tradicionalmente, a lista de faixas segue a ordem de classificação do carnaval anterior. A primeira faixa é da campeã de 2004, a Beija-Flor; a segunda é da vice-campeã, Unidos da Tijuca; e assim por diante. A última faixa é da escola que ascendeu do grupo de acesso, a Vila Isabel, campeã do Grupo de Acesso A de 2004 e promovida ao Grupo Especial de 2005.
| N.º            | Título | Compositor(es) | Intérpretes e participações | Duração |  |
| 1.             | "O Vento Corta as Terras dos Pampas. Em Nome do Pai, do Filho e do Espírito Guarani - Sete Povos na Fé e na Dor... Sete Missões de Amor" (Beija-Flor) | J.C. Coelho, Ribeirinho, Adilson China, Serginho Sumaré, Domingos PS, Sidney de Pilares, Zequinha do Cavaco, Jorginho Moreira, Wanderlei Novidade, Walnei Rocha e Paulinho Rocha | Neguinho da Beija-Flor      | 6:06    |  |
| 2.             | "Entrou por um lado, saiu pelo outro... Quem quiser que invente outro!" (Unidos da Tijuca)                                                            | Sérgio Alan, Jorge Remédio e Valtinho Jr. | Wantuir                     | 4:52    |  |
| 3.             | "Mangueira Energiza a Avenida. O Carnaval É Pura Energia e a Energia É o Nosso Desafio" (Estação Primeira de Mangueira)                               | Lequinho, Junior Fionda e Amendoim | Jamelão                     | 5:24    |  |
| 4.             | "A Viradouro é Só Sorriso" (Unidos do Viradouro) | Gusttavo, Gilberto Gomes, P.C. Portugal, Zé Antônio e Dominguinhos do Estácio | Dominguinhos do Estácio     | 5:22    |  |
| 5.             | "Uma Delirante Confusão Fabulística" (Imperatriz Leopoldinense)                                                                                       | Josimar, Evaldo Ruy, Jorge Artur, P.C. e Jorginho | Ronaldo Yllê                | 5:37    |  |
| 6.             | "Do Fogo Que Ilumina a Vida, Salgueiro é Chama Que Não Se Apaga" (Acadêmicos do Salgueiro)                                                            | Moisés Santiago, Waltinho Honorato, Fernando Magaça, Luiz Antonio e Quinho | Quinho                      | 5:47    |  |
| 7.             | "Nós Podemos! Oito Ideias para Mudar o Mundo" (Portela)                                                                                               | Noca da Portela, Darcy Maravilha, J. Rocha e Noquinha | Bruno Ribas                 | 5:14    |  |
| 8.             | "Buon Mangiare, Mocidade! A Arte está na Mesa" (Mocidade Independente de Padre Miguel)                                                                | Inácio Rios, Nilton Mello e Jorginho Valle | Roger Linhares              | 4:59    |  |
| 9.             | "Um Grito que Ecoa no Ar (Homem/Natureza - O Perfeito Equilíbrio)" (Império Serrano)                                                                  | Marcão, Marcelo Ramos e João Bosco | Nêgo                        | 5:43    |  |
| 10.            | "Alimentar o Corpo e a Alma Faz Bem" (Acadêmicos do Grande Rio)                                                                                       | Levi Dutra, Licinho Jr., Deré Mingau, Barberinho, Competência, Bitar, Marcelinho Santos, Leleco e Ciro                                                                           | Wander Pires                | 5:42    |  |
| 11.            | "Carnaval – Festa Profana" (Unidos do Porto da Pedra)                                                                                                 | J. Brito, Bujão e Franco | Luizinho Andanças           | 4:34    |  |
| 12.            | "De Sol a Sol, de Sol a Soja – Um Negócio da China!" (Tradição)                                                                                       | Tonho, Lu Gama e Nascimento | Preto Jóia                  | 4:35    |  |
| 13.            | "Carnaval, Doce Ilusão – A Gente Se Encontra Aqui, no Meio da Multidão! 20 Anos de Liga" (Caprichosos de Pilares)                                     | J.L. Fróes, Carlinhos Danoninho, Edmar Silva, Jorge 101, Fernando de Lima, Rafael França e Lee Santana                                                                           | Serginho do Porto           | 5:21    |  |
| 14.            | "Singrando em Mares Bravios... Construindo o Futuro" (Vila Isabel)                                                                                    | André Diniz, Serginho 20, Sidney Sã, Professor Newtão e Miguel BD | Tinga                       | 5:31    |  |
| Duração total: | Duração total: | Duração total: | Duração total:              | 1:14:47 |  |